# Seven Seas Explorer
La Seven Seas Explorer è una nave da crociera, costruita dalla Fincantieri, nei cantieri navali di Sestri Ponente, per la Regent Seven Seas Cruises.
La nave, opera nel settore delle crociere extra-lusso, è entrata in servizio il 13 luglio 2016.
La compagnia da crociera più lussuosa al mondo Regent Seven Seven. Ha la suite più costosa al mondo.

## Storia

### Pianificazione
Il 10 luglio 2013, Regent Seven Seas Cruises ha annunciato di aver stipulato un contratto con il costruttore navale italiano Fincantieri per la costruzione di una nuova nave denominata Seven Seas Explorer. La nave è stata inizialmente progettata per ospitare 738 passeggeri, un aumento del 5% della capacità passeggeri rispetto alle navi Regent esistenti all'epoca, e sarebbe anche stata più grande del 12%, a 54.000 GT, fornendo più spazio per passeggero. Come su Seven Seas Voyager e Seven Seas Mariner, Regent intendeva fare della Seven Seas Explorer una nave con sole suite. Secondo quanto riferito, l'ordine per la nave è costato 450 milioni di dollari, con un costo di ogni ormeggio di oltre 600.000 dollari, e avrebbe dovuto debuttare nell'estate del 2016. Secondo quanto riferito, il debutto di Seven Seas Explorer segnerebbe un aumento della capacità di Regent fino al 40%. 

### Costruzione
Il 15 luglio 2014, Regent ha celebrato il taglio dell'acciaio della nuova nave presso il cantiere Fincantieri di Sestri Ponente, quartiere di Genova. 
Il 21 gennaio 2015 si è svolta la cerimonia della moneta per la posa della chiglia della nave. Nella chiglia furono saldate tre diverse monete: un dollaro della pace del 1921, una lira italiana del 1959 e una moneta commemorativa coniata per la cerimonia. 
Il 30 ottobre 2015, la Seven Seas Explorer è uscita dal bacino di carenaggio del cantiere dopo il completamento dell'allestimento esterno. Il resto della costruzione fu completato con la nave in darsena. 

### Consegna e battesimo
Seven Seas Explorer è stata consegnata a Regent il 30 giugno 2016. È stata battezzata a Montecarlo da Charlene, Principessa di Monaco il 13 luglio 2016.

## Design e specifiche
Seven Seas Explorer dispone attualmente di un totale di 377 cabine passeggeri, tutte suite. Ci sono anche un totale di 325 cabine per l'equipaggio, per una capacità totale di 1.360 passeggeri e membri dell'equipaggio. Attualmente ha 13 ponti, una lunghezza di 223,6 metri (734 piedi), un pescaggio di 7,02 metri (23,0 piedi) e una larghezza di 31 metri (102 piedi). È alimentata da un gruppo elettrogeno diesel-elettrico, con quattro motori MaK totali, che producono una potenza totale di 32 megawatt (43.000 CV). La propulsione principale avviene tramite due eliche Wärtsilä, ciascuna azionata da un motore elettrico da 9 megawatt (12.000 CV). Il sistema fornisce alla nave una velocità di servizio di 19,4 nodi (35,9 km/h; 22,3 mph) e una velocità massima di 20,5 nodi (38,0 km/h; 23,6 mph). 
La nave dispone di ristoranti all-inclusive, tra cui una steakhouse, una sala da pranzo principale e un ristorante a buffet convertibile. C'è anche un teatro a due livelli e diverse sale, tra cui una sala di osservazione e una sala musica. Ci sono più categorie di suite tra le sistemazioni offerte, con ogni categoria di cabina che mostra diversi layout ed elementi di design, oltre a includere verande con ogni cabina. 

## Cronologia dei servizi

### Distribuzioni
La Seven Seas Explorer è salpata per il suo viaggio inaugurale di 14 notti il 20 luglio 2016 da Montecarlo a Venezia. La nave trascorse la sua stagione inaugurale navigando nel Mediterraneo, prima di riposizionarsi a Miami per crociere nei Caraibi. Da allora, la Seven Seas Explorer ha visitato anche porti del Nord Europa, dell'Africa e del Sud America. 
A partire da febbraio 2020, la Seven Seas Explorer sta effettuando viaggi nei Caraibi e transiti nel Canale di Panama, e si riposizionerà in Europa ad aprile, navigando su itinerari del Nord Europa e del Mediterraneo. Nella seconda metà del 2020, debutterà in Asia, prima di intraprendere la sua prima stagione in Alaska nell'estate del 2021. Ritorna in Asia l'autunno successivo prima di debuttare in Oceania nell'inverno del 2021.